# Tomás López Torregrosa
Tomás López Torregrosa (24. září 1868 Alicante – 23. června 1913 Madrid) byl španělský hudební skladatel.

## Životopis
Studoval na konzervatoři v Madridu, kde byl jeho učitelem kompozice Ruperto Chapí. Krátce po dokončení studia, byl jmenován ředitelem orchestru v Teatro Apollo, kde také začala jeho kariéra jako skladatele zarzuel a operet, někdy i ve spolupráci s dalšími skladateli, zejména s Quinito Valverdem. První velký úspěch zaznamenal v roce 1896 zarzuelou La Banda de Trompetas. Za jeho nejlepší díla jsou považována El santo de la Isidra (1898) a La fiesta de San Antón (1898).
Zemřel 23. června 1913 ve věku 44 let. Jedna z hlavních ulic rodného města Alicante nese jeho jméno.

## Dílo (výběr)
- La banda de trompetas (1896)
- El pobre diablo (1897)
- El primer reserva (1897)
- El santo de la Isidra (1898)
- La fiesta de San Antón (1898)
- Los chicos de la escuela (1903)
- El pobre Valbuena (1904)

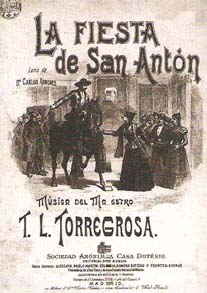
Titulní strana zarzuely La fiesta de San Antón

- El pudín negro de Stornoway (1904)
- La muerte de Agripina (1902)
- Hurón y Felipe II (1908)